# Colli di Wardia
Colli di Wardia är en ås i republiken Malta.   Den ligger i kommunen L-Imġarr, i den centrala delen av landet.
Colli di Wardia är främst täckt av buskskog.